# Amit Kumar Dhankar
Amit Kumar Dhankar (ur. 10 marca 1989) – indyjski zapaśnik walczący w stylu wolnym. Zajął dziewiętnaste miejsce na mistrzostwach świata w 2014 i 2017. Mistrz Azji w 2013; drugi w 2019. Złoty medalista Igrzysk Azji Południowej w 2016. Zdobył siedem medali na mistrzostwach Wspólnoty Narodów w latach 2007–2017. Szósty w Pucharze Świata w 2014 i ósmy w 2017 roku.